# Немешани
Немешани (словац. Nemešany) — село и одноимённая община в районе Левоча Прешовского края Словакии. В письменных источниках начинает упоминаться с 1570 года.

## География
Село расположено в юго-западной части края, в долине ручья Капустница, при автодороге 18. Абсолютная высота — 465 метров над уровнем моря. Площадь муниципалитета составляет 4 км².

## Население
| Год:                | 1994 | 2004    | 2014     | 2024     |
| ------------------- | ---- | ------- | -------- | -------- |
| Количество человек: | 330  | 354     | 413      | 504      |
| Разница:            |      | +7,27 % | +16,66 % | +22,03 % |

По данным последней официальной переписи 2021 года, численность населения Немешан составляла 422 человека.
Национальный состав населения (по данным переписи населения 2011 года):
| Национальность | Численность, человек |
| -------------- | -------------------- |
| словаки        | 382                  |
| украинцы       | 1                    |
| не указана     | 12                   |

По данным переписи 2021 года, в конфессиональном составе населения преобладали католики (95 %).